# Феннел, Джон
Джон Листер Иллингворт Феннел (англ. John Lister Illingworth Fennell, 30 мая 1918, Уоррингтон, графство Ланкашир — 9 августа 1992, Оксфорд) — британский историк-славист, профессор Оксфордского университета, крупный специалист по истории средневековой Руси и русской литературе.

## Биография
Джон Феннел родился в семье психиатра и окончил школу Рэдли и широко известный Тринити-колледж Кембриджского университета. В 1939 году с началом Второй мировой войны он был призван в действующую армию и участвовал в боях в Египте и в Ливии, в том числе в сражениях при Эль-Аламейне. В Каире у Феннела появился интерес сперва к православию, которое он вскоре принял (впоследствии Феннел пел в хоре русской церкви в Лондоне), а затем и к русскому языку и культуре. После демобилизации в 1947 году он был принят в родной Кембриджский университет помощником доцента по русскому языку. Тогда же он женился на русской эмигрантке Марине Николаевне Лопухиной, потомке древнего дворянского рода. В семье родились сын и дочь. В 1952 году Феннел возглавил отделение славянских языков в Ноттингеме, в 1956 году перешёл преподавателем русского языка в Оксфорд, где в 1967 году получил учёное звание профессора, а в 1968 году был принят в Новый колледж, где состоял по 1988 год. Кроме того, Феннел периодически читал курсы в ряде американских университетов, в частности в Гарварде, Беркли и Университете Виргинии, возглавлял редколлегию альманаха «Оксфордские славянские записки» и международного сборника «Средневековая Русь», входил в редколлегию «Ежегодника по истории Восточной Европы».

## Научная деятельность
Основные интересы Джона Феннела лежали в области средневековой русской истории. В 1951 году появилась его первая научная статья, «Позиция иосифлян и заволжских старцев по отношению к ереси жидовствующих» (The Attitude of Josephians and Trans-Volga Elders to the Heresy of the Judalsers), посвящённая взаимоотношениям между иосифлянами, нестяжателями и жидовствующими в годы правления Ивана III. Феннел поддерживал распространённый в русской дореволюционной историографии тезис о близости взглядов нестяжателей и жидовствующих, а также показал определённое влияние, оказываемое в конце XV века нестяжателями через представителя еретиков-жидовствующих дьяка Фёдора Курицына на внешнюю политику Ивана III. Продолжила изыскания Феннела в этой области русской истории его первая монография, «Иван Великий Московский» (Ivan the Great of Moscow), вышедшая в свет в 1961 году. Рассматривая в ней период русской истории с 1440 по 1505 годы (то есть в годы жизни Ивана III), Феннел исследует процесс укрепления Великого княжества Московского в это время, особенное внимание уделяя внешней политике, особенностям дипломатических отношений и церемониальных процедур. Это было обусловлено методикой Феннела, базировавшегося при написании своей работы на материалах летописей, иностранных хроник и дипломатических документов. В то же время, касаясь вопроса о ликвидации ордынского ига в 1480 году, Феннел осторожно оценивает его как «вассальные отношения», внося слово «освобождение» в кавычки. Не уделено им также внимания и культуре Московской Руси в тот период, рассматриваемый им как время «культурной депрессии» и «духовного бесплодия».
Между этими двумя исследованиями им был опубликован в 1955 году перевод на английский язык переписки Ивана Грозного и князя Курбского, снабжённый подробным историографическим и фактическим комментарием, а также раздел по истории России в 1520—1559 годах в «Кембриджской новой истории» выпуска 1958 года. В последующие годы Феннел продолжал заниматься изучением русской литературы: в 1964 году вышел в свет сборник избранных стихотворений А. С. Пушкина с прозаическими переводами Феннела, а в 1965 году перевод «Истории о Великом князе Московском» Курбского. В 1968 году в статье о «Слове о полку Игореве» Феннел высказал мнение о текстологических заимствованиях «Слова» из Ипатьевской летописи и Задонщины, поддержав тем самым положения А. Мазона и А. А. Зимина, однако осторожно отнёс «Слово» к периоду не ранее XV—XVI веков, а в 1974 году в учебнике «Ранняя русская литература» поместил главу о нём после очерка литературы XVI века. Однако позднее в монографии «Кризис средневековой Руси» Феннел скорректировал свою позицию, отнеся «Слово» к XIII веку или немногим более позднему периоду.
В 1969 году появилась новая монография Феннела «Возвышение Москвы. 1304—1359» (The Emergence of Moscow. 1304—1359), в которой историк рассматривает усиление Московского княжества в данный период. Границы исследования обусловлены автором, с одной стороны, смертью великого князя Владимирского Андрея Александровича и начавшейся борьбой Москвы и Твери за главенство и, с другой стороны, смертью московского князя Ивана II Красного и начавшейся смутой в Орде, которые автор считает переломным моментом во взаимоотношениях Орды и русских земель. Чрезвычайно большое внимание он уделял и политике, и влиянию Великого княжества Литовского. Усилению Москвы, по мнению Феннела, способствовала, во-первых, поддержка церкви и, во-вторых, симпатия ордынских ханов, желавших противопоставить Москву Твери и союзной ей Литве. В то же время Феннел вновь в основном сосредоточился на проблемах политической истории, ссылаясь на скудость источников по другим сферам общественной жизни, в частности, экономике, и в основном базируясь на летописях и договорных грамотах. В 1974 году для учебника «Ранняя русская литература» (Early Russian Literature) Феннел написал главы о литературе Киевской Руси, эпохи монголо-татарского ига, XVI века и «Слове о полку Игореве». За год до этого он выпускает статью с анализом трагедии А. С. Пушкина «Борис Годунов».
В 1983 году вышла монография «Кризис средневековой Руси. 1200—1304» (The Crisis of Medieval Russia. 1200—1304), написанная для издаваемой в те годы в Великобритании комплексной серии исследований по истории России и освещающая период, предшествующий предыдущему исследованию Феннела. Под «кризисом» историк понял ослабление княжеской власти, утрату влияния киевским столом и развитие на Руси феодальной раздробленности, приведшей к поражению в борьбе с монголами. В то же время верхняя граница исследования достаточно условна. После характеристики различных русских княжеств и их взаимоотношений в первой половине XIII века автор перешёл к монголо-татарскому (точнее, «великому татарскому» по определению Феннела) нашествию и его последствиям. В то же время историк сомневался в катастрофичности последствий нашествия для России, обращая внимание на быстрое восстановление страны после ухода завоевателей и отсутствие летописных упоминаний о разорении многих городов, людских потерях и реально нанесённом ущербе, а также недостаток археологических данных. Летописные рассказы о взятии монголами русских городов Феннел характеризовал как «общие места, используемые в летописи для описания катастроф». Кроме того, по предположению историка, что непосредственно после монгольского нашествия «русские… сами решали, как им жить», а монгольское иго ограничивалось формальной инвеститурой князей монголами в силу неготовности монголов и пассивности русских, ссылаясь на отсутствие данных о монгольских гарнизонах в русских городах.
Реальное начало ига Феннел датировал между 1252 годом, то есть приходом Неврюевой рати, направленной на подавление мятежа владимирского князя Андрея Ярославича при поддержке Даниила Романовича Галицкого по жалобе Александра Невского, предавшего, по мнению историка, своих братьев, и 1257—1259 годами, когда под наблюдением Александра в русские города были направлены баскаки и впервые проведены перепись населения и сбор регулярной дани. Отношение Феннела к Александру Невскому крайне негативно. Историк не только критически оценивает пользу «политики уступок» татарам, проводимую Александром, считая причиной ослабления монгольского давления их походы в другие страны и внутреннюю смуту в Орде, но и борьбу Александра с натиском на Русь с Запада. Отрицая наличие планируемого крестового похода на Русь в 1240—1242 годах и ссылаясь на отсутствие в суздальских и шведских источниках упоминания о Невской битве и незначительность масштабов Ледового побоища в тех же суздальских летописях и орденских хрониках, Джон Феннел рассматривает их как обычные пограничные бои между Новгородом и его соседями. Обращает внимание историк и на поддержание Александром контактов с католическими странами в последующие годы. Причиной возвеличивания данных битв он считает поддержку церкви и роль «Жития Александра Невского», написанного, по его мнению, митрополитом Кириллом. Таким образом, Феннел пришёл к выводу, что несмотря на безусловное наличие сопротивления ордынцам на Руси, Александр не сделал ничего, чтобы поддержать его, а его политика не принесла ощутимой пользы, но, напротив, явилась реальным началом ига. Феннел стал основоположником критической тенденции в освещении политики Александра в историографии, впоследствии продолженной русским исследователем И. Н. Данилевским.
Разрушительные ордынские походы в последующие годы в ходе борьбы братьев и сыновей Александра за власть, приведшие к ещё большему усилению ига, Феннел также рассматривал как последствия политики Александра. Саму борьбу Дмитрия Переяславского и Андрея Городецкого историк характеризовал как «гражданскую», или междоусобную, «войну», результатом которой стало падение влияния не только киевского, но также и владимирского стола, достижение к 1304 году высшей точки кризиса и затем формирование новой политической реальности. Безусловным недостатком исследования Феннела является его опора главным образом на русский и частично восточный летописный материал и почти полное игнорирование как актового материала и западно-европейских источников, так и других исторических данных. В то же время книга Феннела явилась большим вкладом в развитие исторической географии средневековой Руси. В 1989 году она была переведена на русский язык с предисловием А. Л. Хорошкевич и А. И. Плигузова.
В последние годы Джон Феннел работал над исследованиями истории русской церкви, а также планировал написать художественный роман о судьбе историка в России. По мнению Я. С. Лурье, прототипом героя должен был стать А. А. Зимин.

## Основные труды
- The Attitude of Josephians and Trans-Volga Elders to the Heresy of the Judalsers // The Slavonic and East European Review. Oxford, 1951. Vol. XXIX. N 73. P. 486—509.
- The Cambridge Modern History, vol. II. Cambridge, 1958. P. 534—561.
- The Dynastic Crisis 1497—1502 // The Slavonic and East European Review. Oxford, 1960. Vol. XXXIX. N 92. P. 1—23.
- Ivan the Great of Moscow. London, 1961.
- The Campaign of King Magnus Eriksson against Novgorod in 1348: an Examination of the Sources//Jahrbücher für Geschichte Osteuropas. 1966. H. 1.
- The Tver Uprising of 1327: A Study Of the Sources // Jahrbücher für Geschichte Osteuropas. 1967. H. 2.
- The Ermolinskij Chronicle and the Literary Prelude to «The Tale of the Murder о Mikhail of Tver» // Studies in Slavic Linguistics and Poetics, 1968. P. 33—38.
- The Slovo o polku Igoreve. The Textological Triangle // Oxford Slavonic Papers. 1968. Vol. 1. P. 126—137
- The Emergence of Moscow. 1304—1359. London, 1969.
- Andrej Jaroslavic and the Struggle for Power: an Investigation of Sources // Russia Mediaevalis. 1973. V. 1.
- Pushkin. // Nineteeth Century Russian Literature. Studies of Ten Russian Writers. London, 1973. P. 13—66.
- The Recent Controversy in the Soviet Union over the Authenticity of the Slovo // Russia: Essays in History and Literature. Ed. by Lyman H. Legters. Leiden, 1972. P. 1—17.
- Fennell J. and Stokes A. Early Russian Literature. London — Berkeley, 1974.
- The Tale of the Death of Vasilko Konstantinovic: a Study of the Sources // Osteuropa in Geschichte und Gegenwart. 1977. P. 34—46.
- Russia on the Eve to the Tartar Invasion// Oxford Slavonic Papers. N. S. 1981. V. XIV.
- The Crisis of Medieval Russia 1200—1304. London — New York. 1983.
  - Феннел Джон. Кризис средневековой Руси. 1200—1304. — М., 1989. — 339 с.
- A History of the Russian Church to 1448. London, 1995.

### Переводы под редакцией
- The correspondence between prince A. M. Kurbsky and Tsar Ivan IV of Russia 1564—1579. Ed. J. J. L. Fennel. Cambridge, 1955 (second edition: 1963).
- Pushkin. Selected verse. Introd. and ed. by J. Fennel with plain prose translations of each poem. Baltimore, 1964.
- Prince Kurbsky’s History of Ivan IV. Ed. by J. J. L. Fennel. Cambridge, 1965.